# Miagrammopes albomaculatus
Espèce
Miagrammopes albomaculatus est une espèce d'araignées aranéomorphes de la famille des Uloboridae.

## Distribution
Cette espèce est endémique des îles Nicobar en Inde.

## Description
La femelle juvénile holotype mesure 7 mm.

## Publication originale
- Thorell, 1891 : Spindlar från Nikobarerna och andra delar af södra Asien. Kongliga Svenska Vetenskaps-Akademeins Handlingar, vol. 24, no 2, p. 1-149 (texte intégral).